# 深作覚
深作 覚（ふかさく さとる、1953年7月30日 - ）は、茨城県水戸市出身の俳優、殺陣師、スタントマン。エレメンツ所属。

## 人物
身長171cm。体重70kg。血液型O型。
趣味・特技はスカイダイビング、トランポリン、乗馬、殺陣、アクション、スタント、体操、スキューバダイビング。
日本俳優連合・アクション部会会員。エレメンツ代表取締役。

## 出演作品

### テレビドラマ

#### NHK
- 坂の上の雲 第二部（2010年） - 浅井正次郎

#### 日本テレビ
- 探偵物語（1979年）
- 西遊記II（1980年）
  - 第12話「術競べ 消えた悟空」
  - 第15話「黄金妖怪 婿どの買います」
  - 第16話「イカレた亭主の弟子入り志願」
  - 第20話「燃えた屏風の七福神」
  - 第22話「妖鬼の山 お転婆姫の恋」
  - 第25話「虎竜魔王 悟空の慕情」
- 金曜劇場 / 熱中時代 第2シリーズ 第13話「熱中先生 お化け退治」（1980年） - 妖怪の手下
- 俺はおまわり君（1981年）
- 火曜サスペンス劇場
  - さよならも言わずに消えた!（1981年）
  - 名無しの探偵 第9作（1993年）
  - 盲人探偵・松永礼太郎 第11作（1999年）
  - 事件記者 第2作（1999年）
- 太陽にほえろ!
  - 第571話「誘拐」（1983年）
  - 第603話「陽炎の街」（1984年）
  - 第626話「激走・大雪渓」（1984年）
  - 第692話「捜査に手を出すな!」（1986年）
  - 第698話「淋しさの向こう側」（1986年）
  - 第705話「一億五千万円」（1986年）
  - 第711話「ジョーズ刑事の華麗な復活」（1986年）
  - 第713話「エスパー少女 愛」（1986年）
  - 太陽にほえろ!PART2（1986年)
- 土曜グランド劇場 / 事件記者チャボ!（1984年）
- 誇りの報酬（1986年）
- 銭形平次 (風間杜夫)（1987年）
  - 第2話「涙は無用・忍術父娘」
  - スペシャル第2弾「十手の道」
  - 第27話「命くれない」
- あぶない刑事（1987年）
- 刑事貴族（1990年）

#### TBS
- 禁じられたマリコ（1985年）
- 水曜ドラマスペシャル / アヒルから白鳥になった女（1987年）
- 水戸黄門（C.A.L）
  - 第17部 第1話～第9話（1987年） - 道鬼の配下
  - 第18部（1988年）
- 極道落ちこぼれ（1993年）
- 電光超人グリッドマン（1993年）
  - 第15話「歪んだターゲット」 - 警官
  - 第16話「一平、チビる!?」 - 警官
  - 第18話「竜の伝説」
  - 第21話「処刑!! 夢のヒーロー」 - ピエロ
  - 第34話「ボディガード弁慶参上!」 - 警官
  - 第37話「えっ! パパが死刑?」 - タクシー運転手
- 東芝日曜劇場
  - カミさんの悪口 第1シリーズ（1993年）
  - 笑顔の法則（2003年）
- 月曜名作劇場 / 温泉殺人事件シリーズ 第1作「有馬温泉殺人事件」（2016年）（2016年） - 吉崎俊基

#### フジテレビ
- 暁に斬る!（1983年）
  - 第17話「紅鶴はやわ肌に燃える」
  - 第21話「女スリの乳房がうずく」
- 時代劇スペシャル
  - 鼠小僧次郎吉 必殺の白刃（1983年）
  - 魔境 殺生谷の秘密（1984年）
- 流れ星佐吉（1984年）
- 鬼平犯科帳 (中村吉右衛門) 第1シリーズ（1989年）
- 世にも奇妙な物語「人間国宝」（1992年）
- 金曜エンタテイメント / 橋の雨（1996年）

#### テレビ朝日
- 西部警察
  - 西部警察 (PART1)（1980年）
  - 西部警察 PART-III
    - 第11話「狙撃」（1983年）
    - 第16話「大門軍団フォーメーション」（1983年）
    - 第24話「誘拐! 山形・蔵王ルート -山形篇-」（1983年）
    - 第34話「燃える勇者たち」（1984年）
    - 第35話「刑事無情」（1984年）
    - 第42話「幻のチャンピオン」（1984年）
    - 第51話「爆発5秒前! 琵琶湖の対決 -大阪・大津篇-」（1984年）
    - 第52話「ターゲット・X! -鳩村、絶体絶命!-」（1984年）
    - 第67話「たった一人の挑戦」（1984年）
- 文吾捕物帳（1981年）
- ザ・ハングマン
  - 新ハングマン（1983年）
  - ザ・ハングマン6（1987年）
  - ハングマンGOGO（1987年）
- 土曜ワイド劇場
  - 結婚って何さ 殺人事件（1986年）
  - キャットショー連続殺人（1987年）
  - 水中バレエ連続殺人事件（1987年）
  - 車椅子の弁護士・水島威 第3作（1997年）
- どうぶつ通り夢ランド（1987年）
- ベイシティ刑事（1987年）
- ゴリラ・警視庁捜査第8班（1989年）
  - 第4話「ルパン・ザ・ポリス」
  - 第9話「ゲッタウェイ」
  - 第10話「博多大追撃」
- 法医学教室の事件ファイル スペシャル（1993年）
- ウイークエンドドラマ （1997年）
  - お天気お姉さん
    - 第2話
    - 第6話

  - ギャルボーイ!
    - 第4話「エッチ…したの?!」
    - 第6話「涙のウェディング」
- 金曜ナイトドラマ / 特命係長 只野仁
  - 2ndシーズン（2005年）
    - 第19話「銀座の女」
    - 第21話「OL情婦」

  - 3rdシーズン（2007年） - 北田一家組長
- 木曜ドラマ / 富豪刑事（2005年）

#### テレビ東京
- 大江戸捜査網
  - 第3シリーズ
    - 第380話「大虐殺 砂金の陰謀」（1981年）
    - 第382話「大奥の怪 美女殺人事件」（1981年）
    - 第393話「江戸を走る裸の女」（1981年）
    - 第434話「妖艶女風呂殺し針」（1982年）
    - 第445話「品川遊郭 おんな蟻地獄」（1982年）
    - 第452話「井戸掘り異聞 殺しの水脈」（1982年）
    - 第454話「女が燃えた! 非情の用心棒」（1982年）
    - 第455話「女がさまよう 禁断の迷路」（1982年）
    - 第463話「女郎花恋歌 逃亡の昼と夜」（1982年）
    - 第471話「炎の誘惑 爆発魔を斬れ!」（1982年）
    - 第477話「処刑直前! 獄中の隠密同心」（1983年）
    - 第507話「美女必殺剣! 非情の果し状」（1983年）
    - 第527話「私を離縁して! 逃亡者の妻!」（1984年）

  - 新 大江戸捜査網（1984年） - 浪人
  - 平成版 第1シリーズ（1991年）
    - 第14話「暗殺集団を葬れ」
    - 第22話「恐怖の逃がし屋」
- 江戸中町奉行所（1992年）
- 女と愛とミステリー→水曜ミステリー9
  - 脅迫者（2001年）
  - 警察署長・たそがれ正治郎 第1作（2005年）
- 月曜プレミア8 / 雛菊 警視庁強行犯係 樋口顕（2023年） - 老人

### テレビ番組
- 60番勝負 第二夜「松坂慶子の女優最後の日」（2013年、日本テレビ）

### 映画
- ニッポン警視庁の恥といわれた二人 刑事珍道中（1980年、東映） - 組員
- 嵐を呼ぶ男（1983年、東宝）
- チ・ン・ピ・ラ（1984年、東宝）
- 乱（1985年、東宝）
- 幕末青春グラフィティ Ronin 坂本竜馬（1986年、東宝） - 幕兵
- ジャズ大名（1986年、大映）
- ロボフレンド（1987年、東宝） - 警官
- 座頭市（1989年、松竹）
- YAWARA!（1989年、東宝）
- 帝都大戦（1989年、東宝）
- 天と地と（1990年、東映）
- 兜 KABUTO（1991年、東宝東和）
- 落陽（1992年、にっかつ・東映）
- 横浜ばっくれ隊 夏の湘南純愛篇（1994年、イメージファクトリー・アイエム）
- 親分はイエス様（2001年、グルーヴコーポレーション）

### Vシネマ
- キスがいっぱい（1993年）
- 爆走トラッカー軍団（ケイエスエス）

### CM
- 東京ガス

### PV
- HALCALI

## 担当作品

### テレビドラマ
- 時代劇スペシャル / おんな霧隠才蔵 戦国忍者風雲録（1982年） - 特技
- 木曜ドラマ
  - 法医学教室の事件ファイル 第1シリーズ 第1話「女医の対決! 血液型の謎」、第2話「他殺か病死か?! 新妻の復讐」（1992年） - 擬斗
  - 最高の食卓 第1話（1997年） - 擬闘
- 金曜エンタテイメント→金曜プレステージ（フジテレビ）
  - 女優 夏木みどりシリーズ 第6作（1994年） - スタント
  - 英二ふたたび（1997年） - 技斗
  - 信濃のコロンボ（堺正章版） 第1作（1998年） - 擬闘
  - 十津川警部夫人の旅情殺人推理 第1作（2003年） - 擬斗
  - 魔術はささやく（2011年） - 技斗
  - 医療捜査官 財前一二三
    - 第2作「遺体解剖後に消された病理医!? 4年前の事件が呼び起こす歪んだ愛の殺人連鎖…闇に潰された再捜査が示す悲しい絆と復讐の鬼」（2011年） - 擬斗
    - 第5作「湯けむりに沈む殺意! 温泉病院殺人事件」（2014年） - 殺陣指導

  - 捜査一課・澤村慶司 第1作（2013年） - アクションコーディネーター
  - 検事・霞夕子 - アクション指導
    - 第4作「誤認逮捕」（2013年）
    - 第6作「不能犯」（2014年）
    - 第7作「死人に口あり」（2014年）

  - 警部補・佐々木丈太郎 第6作（2013年） - 擬斗
  - 銭女（2014年） - 擬斗
  - 森村誠一サスペンス「流氷の夜会」（2014年） - スタント
- 土曜ワイド劇場→土曜プライム→ミステリースペシャル（テレビ朝日）
  - クリスマススペシャル 聖夜の逃亡者（1994年） - 技斗
  - 車椅子の弁護士・水島威（1996年 - 2004年） - 技斗
  - 牟田刑事官事件ファイル - 技斗
    - 第21作「切れた絆」（1995年）
    - 第24作「阿波鳴門うず潮の殺意」（1998年）

  - 警視庁女性捜査班 第1作（1999年） - 殺陣
  - おとり捜査官・北見志穂
    - 第2作「停電の夜、連続美女絞殺! 東京タワーからのぞかれた現場」（1999年） - スタント
    - 第16作「婚カツ美女連続殺人 狙われる女性警察官! 婚活シート男女176人の容疑者…」（2012年） - 擬斗
    - 第17作「右手を挙げた美女連続殺人! 最強の知能犯蟻食いからの挑戦状 罠の女!? 被害者たちに、謎の接点が…」（2013年） - 擬斗
    - 第18作「“幸福の絶頂”美女連続殺人! 富士山だけが知る、黒いベールの女の秘密…被害者3人に謎の接点」（2014年） - 擬斗
    - 第19作「罪深き美女・連続殺人! ひとりの男が3人の妊婦と暮らす怪しい家の謎…セレブ夫婦たちの隠された秘密!!」（2015年） - 擬斗
    - 第20作「痴漢えんざい事件が美女の連続殺人を呼ぶ! 絶体絶命の女刑事」（2017年） - 擬斗

  - 法医学教室の事件ファイル
    - 第11作「空気注射で殺された女探偵! 死体に残った尿がトリックを暴く…」（1999年） - スタント
    - 第31作「殺人犯は私の夫!? 絶体絶命の女医VS疑惑の新妻!」（2010年） - 擬斗
    - 第34作「判決の報酬!! 誘拐された裁判長…女医vsくちびるを読む妻!」（2012年） - 擬斗
    - 第36作「すべてが1/2の死体の謎…疑惑の女弁護士VS女医!」（2013年） - 擬斗
    - 第37作「パラシュートで舞い降りた美女の死体 復讐殺人?」（2013年） - 擬斗
    - 第38作「男女の死体は二人で嘘をつく!? 女医が暴く殺人ボールの謎…」（2014年） - 擬斗
    - 第39作「雨の日だけに起きる殺人の謎!? 女医VS美しき気象予報士!!」（2014年） - 擬斗
    - 第40作「娘に捧げる犯罪!? 疑惑の母は警察学校教官!!」（2015年） - 擬斗
    - 第41作「愛人は二度死ぬ…女医の教え子が殺人!??」（2015年） - 擬斗
    - 第42作「有名画家は二度死ぬ? 女医の歯型とそうめんのビックリ水が完全犯罪を暴く!!」（2016年） - 擬斗
    - 第43作「法医学者の息子が殺人容疑者に…」（2017年） - 擬斗
    - 第45作「フレンチレストランの女性オーナーの夫が、遺体となって見つかった…!」（2018年） - 擬斗
    - 第46作「早紀がついに“おばあちゃん”に!?」（2019年） - 擬斗

  - おばはん刑事!流石姫子 - 擬闘
    - 第5作「小樽ガラスの街連続殺人」（2000年）
    - 第7作「横浜港涙の連続殺人」（2002年）
    - 第8作「京都祇園、着物ショー連続殺人!」（2003年）

  - 松本清張没後10年記念企画・黒の奔流（2002年） - 擬斗
  - 科学捜査研究所・文書鑑定の女 第2作（2004年） - 技斗
  - ショカツの女 新宿西署 刑事課強行犯係（2007年 - 2017年） - 技斗
  - 超高層ホテルウーマンvs女ガードマン（2007年） - 殺陣
  - 女刑事ふたり 第2作（2008年） - 擬斗
  - 100の資格を持つ女〜ふたりのバツイチ殺人捜査〜（2008年 - 2017年） - 技斗
  - 広域警察（2010年 - 2021年） - 技斗
  - 人類学者・岬久美子の殺人鑑定（2010年 - 2013年） - 技斗
  - 東京駅お忘れ物預り所 第6作（2013年） - 擬斗
  - 終着駅シリーズ 第27作（2013年） - 擬斗
  - 森村誠一の棟居刑事（東山紀之版） - 擬闘
    - 第8作「棟居刑事の黒い祭」（2015年）
    - 第9作「棟居刑事の偽完全犯罪」（2016年）
    - 第10作「棟居刑事の凶縁」（2017年）

  - 刑事一徹（2016年） - 擬斗
  - ふぞろい刑事（2017年） - 技斗
- 火曜サスペンス劇場（日本テレビ）
  - 松本清張スペシャル・恐喝者（1997年） - 殺陣
  - 弁護士・朝日岳之助 第14作（1999年） - 擬斗
  - 浅見光彦スペシャル 貴賓室の怪人（2002年） - スタント
  - 十字路（2002年） - 擬斗
  - 迂回路（2003年） - 擬斗
  - 分岐点（2004年） - 擬斗
  - 年下のひと（2005年） - 擬斗
- 月曜ミステリー劇場→月曜ゴールデン→月曜名作劇場（TBS）
  - パートタイマー刑事 月形兄妹の事件簿 第2作（1999年） - スタント
  - ムコ入り刑事 高山家・明の事件ファイル 第1作（2003年） - 技斗
  - 検事・沢木正夫（榎木孝明版） - 技斗
    - 第1作「殺意の分岐点」（2004年）
    - 第2作「公訴取消し」（2006年）

  - 市原悦子サスペンス 楽園のライオン（2007年） - 擬斗
  - 警視庁機動捜査隊216（2010年 - 2019年） - 技斗
  - 警視庁心理捜査官・明日香（2011年 - 2016年） - 技斗
  - 万引きGメン・二階堂雪 第20作（2011年） - 擬斗
  - 警視庁南平班〜七人の刑事〜 第4作 - 第11作（2011年 - 2018年） - 殺陣
  - 世田谷駐在刑事（2012年 - 2015年） - 技斗
  - 上条麗子の事件推理 第10作（2012年） - 擬斗
  - 魔性の群像 刑事・森崎慎平（2013年 - 2019年） - 技斗
  - 民間科捜研 桐野真衣の殺人鑑定（2016年） - スタントコーディネーター
  - はぐれ署長の殺人急行 第3作（2018年） - アクション指導
  - 警視庁SP特命係（2019年） - 技斗
- サントリーミステリースペシャル / 風よ、撃て（1997年、テレビ朝日） - スタント
- 月曜ドラマスペシャル / 真夏の恐怖劇場 第1作（1999年、TBS） - 殺陣指導
- ドラマ愛の詩 / 双子探偵（1999年、NHK） - 擬斗
- 東芝日曜劇場 / サラリーマン金太郎（高橋克典版）（TBS） - 擬斗
  - 第2期（2000年）
  - 第3期（2001年）
- 時代劇ロマン / 一絃の琴（2000年、NHK） - 殺陣指導
- ビッグウイング 第1話（2001年、TBS） - 擬斗
- 女と愛とミステリー→水曜ミステリー9→水曜シアター9（テレビ東京）
  - 四つの終止符（2001年） - 擬斗
  - 悪の仮面（2001年） - 技斗
  - 寺田家の花嫁（2001年） - 擬斗
  - 逃げ口上〜路線バス爆破事件!（2002年） - 擬斗
  - ミイラが呼んでいる（2002年） - 擬闘
  - 鉄道警察官・清村公三郎 - 技斗
    - 第1作「走る捜査線」（2005年）
    - 第2作「瀬戸内海を渡る殺意」（2006年）
    - 第3作「黒部渓谷トロッコツアー殺人事件」（2006年）
    - 第4作「SL貴婦人 殺意の小京都」（2007年）

  - 子だくさん刑事（2006年） - 擬斗
  - 女かけこみ寺 刑事・大石水穂（2008年 - 2009年） - 擬斗
  - テネシーワルツ（2010年） - スタント
  - 刑事の証明
    - 第4作「誇り〜宝石強盗殺人! 正義の殉職!? 復讐を誓う黙祷の美女の正体を暴け」（2012年） - 殺陣
    - 第5作「人間の十字架 疑惑の殺人に泣く女! 華麗なセレブの秘密と不在証明の謎 辞職覚悟の逆転逮捕」（2013年） - 擬斗
    - 第7作「余命の復讐 疑惑の転落死! 猫の遺伝子が導く20年前の黒い真相…警察が陥った完落ちの罠!」（2014年） - 擬斗
    - 第8作「〜悪魔の凶笑〜警察震撼! 170万分の1の偶然が生んだ連続殺人!? 絶望の果てに見た悲しき冤罪」（2014年） - 擬斗

  - 落としの鬼 刑事 澤千夏（2012年 - 2013年） - 技斗
  - 刑事長（2013年 - 2014年） - 殺陣
  - 浅草下町通交番 子連れ巡査の捜査日誌 第2作（2014年） - 擬斗
  - 刑事吉永誠一 涙の事件簿 第13作（2016年） - 擬斗
- 至上の恋（2001年、NHK） - 擬斗
- 水曜ドラマ / 警視庁鑑識班2004（2004年、日本テレビ） - 技斗
- 連続テレビ小説（NHK）
  - 純情きらり（2006年） - 擬斗
  - まれ（2015年） - 擬闘指導
    - 第48話
    - 第155話
- 警視庁捜査一課9係（2006年 - 2017年、テレビ朝日） - 殺陣
- 金曜ナイトドラマ / 特命係長 只野仁 スペシャル（2006年、テレビ朝日） - 技斗
- 木曜時代劇 / 慶次郎縁側日記3 第1話（2006年、NHK） - スタント
- 山田太一ドラマスペシャル
  - 本当と嘘とテキーラ（2008年、テレビ東京） - 技斗
  - 時は立ちどまらない（2014年、テレビ朝日） - 擬斗
- 坂の上の雲（2009年 - 2011年） - アクション指導
- 椿山課長の七日間（2009年、テレビ朝日） - 技斗
- 土曜ドラマ（NHK）
  - 使命と魂のリミット（2011年） - 擬闘
  - 負けて、勝つ 〜戦後を創った男・吉田茂〜 第1話、第2話（2012年） - 擬斗指導
  - 足尾から来た女（2014年） - 擬闘
- パナソニック ドラマシアター / ハンチョウ〜警視庁安積班〜（2012年、TBS） - スタントコーディネート
- 松本清張没後20年特別企画・危険な斜面（2012年、フジテレビ） - アクション指導
- プレミアムよるドラマ→プレミアムドラマ（NHK BSプレミアム）
  - そこをなんとか（2012年、2014年） - 擬闘
  - 天使はモップを持って（2013年） - アクション指導
- 金田一耕助VS明智小五郎（2013年、フジテレビ） - 技斗
- 刑事吉永誠一 涙の事件簿（2013年 - 2016年、テレビ東京） - 擬闘
- オリンピックの身代金（2013年、テレビ朝日） - 殺陣
- クリスマスドラマ 天使とジャンプ 第2話（2013年、NHK） - 擬闘
- 刑事（2014年、テレビ東京） - 技斗
- 永遠のぼくら sea side blue（2015年、日本テレビ） - スタントコーディネート
- 連続ドラマJ / 浅田次郎 プリズンホテル 第7話（2017年、テレビ東京） - 技斗
- 運命のクロスヒストリー -徹底捜査 忠臣蔵-（2018年、NHK） - 殺陣指導
- 警視庁・捜査一課長（2020年 - 2021年、テレビ朝日）擬斗
- 日曜プライム / 私刑人～正義の証明（2020年、テレビ朝日） - 技斗
- 今野敏サスペンス 機捜235（2020年 - 2023年、テレビ東京） - 技斗
- はぐれ刑事三世（2020年、テレビ朝日） - 技斗
- 東京地検の男（2021年、テレビ朝日） - スタントコーディネート
- 警視庁強行犯係 樋口顕（2021年 - 2022年、テレビ東京） - 擬闘
- ドラマプレミア23 / さらば、佳き日（2023年、テレビ東京） - 技斗

### テレビ番組
- 歴史探偵 パイロット版（2011年、NHK） - 殺陣指導

### 映画
- 帝都大戦（1989年、東宝） - 技斗
- シコふんじゃった。（1992年、東宝） - 技斗
- 落陽（1992年、にっかつ・東映） - 技斗補
- 君を忘れない（1995年、日本ヘラルド映画） - 技斗
- SADA〜戯作・阿部定の生涯（1998年、松竹） - 技斗
- 不夜城 SLEEPLESS TOWN（1998年、東映・アスミック・エース） - アクションコーディネーター
- 13階段（2003年、東宝） - 技斗
- RANBU 艶舞剣士（2004年）
- 男前 日本一の画家になったる!（2005年、さざ波）
- 戦国自衛隊1549（2005年、角川映画） - 殺陣
- アクション・グラフィティー（2006年） - アクション指導
- 神の左手悪魔の右手（2006年、ショウゲート） - 技斗
- ラストゲーム 最後の早慶戦（2008年、シネカノン） - 擬斗
- 空へ-救いの翼 RESCUE WINGS-（2008年、角川映画） - アクションコーディネーター
- ゼロの焦点（2009年、東宝） - アクションコーディネーター
- 聯合艦隊司令長官 山本五十六（2011年、東映） - 近衛兵所作指導
- 飛べ!ダコタ（2013年、アステア） - 殺陣
- あの頃、君を追いかけた（2018年、キノフィルムズ） - 殺陣

### Vシネマ
- 湘南純愛組!（1995年、日本映像） - 殺陣
  - 第1作「湘南純愛組!」
  - 第3作「湘南純愛組! 3」
- けっこう仮面2（1992年、ジャパンホームビデオ） - アクション監督
- 修羅のみち（2005年、ナック）
  - 第11作「四国最終戦争」
  - 第12作「完結編」 - 擬斗
- 極道の紋章（2007年 - 2013年、GPミュージアムソフト→オールイン エンタテインメント） - 擬斗

### 舞台
- 水曜天幕團 旗揚げ公演「蟹頭十郎太」（2003年） - 殺陣指導

### ゲーム
- アナザー・マインド（1998年、スクウェア） - 殺陣